# Mycetophila fagi
Mycetophila fagi är en tvåvingeart som beskrevs av Marshall 1896. Mycetophila fagi ingår i släktet Mycetophila och familjen svampmyggor. Inga underarter finns listade i Catalogue of Life.